# Scandix wilhelmsii
Scandix wilhelmsii är en flockblommig växtart som beskrevs av C.Koch och Pierre Edmond Boissier. Scandix wilhelmsii ingår i släktet nålkörvlar, och familjen flockblommiga växter. Inga underarter finns listade i Catalogue of Life.